# Loibling (Cham)
Loibling ist ein Gemeindeteil und eine Gemarkung in der Stadt Cham im Landkreis Cham (Bayern).

## Geschichte
Die Gemeinde Loibling entstand mit dem bayerischen Gemeindeedikt von 1818 und umfasste folgende Orte:
- Loibling (Dorf)
- Brückl (Dorf)
- Katzbach (Dorf)
- Ponholzmühle (Dorf)

Im Rahmen der Gebietsreform in Bayern wurde zum 1. Januar 1972 die bis dahin selbstständige Gemeinde Loibling in die Stadt Cham eingemeindet.

## Sehenswürdigkeiten
- Dorfkapelle, um 1846 erbaut